# Altkettenhof (zámek)
Altkettenhof (zámek) (také: Dreherschloss, nebo Zámek Kettenhof) je barokní zámek ve městě Schwechat v rakouské spolkové zemi Dolní Rakousy.

## Historie
Objekt byl postaven v 13. století jako malý dvůr "Alt-Kettenhof" v části obce Schwechat. 
V roce 1760 zámek jako nový vlastník Alt-Kettenhofu přestavěl a rozšířil rakouský první kancléř Heinrich Kajetan von Blümegen (1715-1788). V roce 1766 založil se dvěma společníky továrnu na potištěnou kartonáž. Jeho syn po otcově smrti továrnu prodal, zámek ale Blümegenům patřil do roku 1813. 
Roku 1850 zámek koupil rakouský diplomat a ministr zahraničí Johann Bernhard von Rechberg (1806-1899) a v roce 1872 jej prodal schwechatskému pivovarníkovi Antonu Dreherovi mladšímu. Rechberg však bydlel v zámku až do své smrti 26. února 1899. 
Dreher nechal zámek v roce 1902 přestavět v novobarokním slohu podle návrhu architekta Emila Bresslera (1847-1921) a přestavbu svěřil schwechatskému staviteli Johannu Mikschovi. Náklady dosáhly asi 800 000 rakouských korun (cca 4 miliony €). Vnitřní vybavení zhotovila rakousko-uherská nábytkářská firma Portois & Fix. 
Po smrti Antona Drehera v roce 1921 bydlela v zámku až do své smrti jeho žena paní Katharina Dreherová (1850-1937). V roce 1938 daroval jejich syn a jediný dědic v roce 1938 majetek městu Schwechat.

### Druhá světová válka
Po připojení Rakouska k Německé říši daroval starosta města Schwechat Josef Rupprecht budovu nacistické odborové organizaci Německá pracovní fronta (Deutschen Arbeitsfront). V roce 1938 architekt Hans Jaksch (1879-1970) navrhl přestavbu a zámek pak využívala Německá pracovní fronta. Po zahájení provozu školicího zařízení 25. července 1938 za přítomnosti struktur NSDAP se zde prováděla výchova funkcionářů NSDAP. Během druhé světové války byl v zámku v roce 1942 zřízen lazaret. 

### Doba poválečná
Po válce, v roce 1945, převzala objekt rudá armáda. Později byla podepsána rakouská státní smlouva a 15. května 1955 dostalo zámek opět město. Starostou byl tehdy Alfred Horn (1898-1959). 
V roce 1956 město objekt předalo spolkovému ministerstvu spravedlnosti. Po provedených opravách budov zde tehdejší ministr spravedlnosti Rakouské republiky Christian Broda (1916-1987) a státní návládní Franz Hetzenauer (1911-2006) otevřeli Justiční školu.

## Budova
Na východ orientovaná budova je obklopena rozsáhlým parkem, průčelí je vyzdobeno pilastry a rizality. Na jižní straně je velká zimní zahrada, severní strana s pavlačí je využívána jako terasa. 
Budova je postavena mezi řekami Schwechat a Kalter Gang. Nedaleko ústí Liesingu je ve Schwechatu postaven přes vodoteče most. Ten byl během druhé světové války zničen. Základy původního mostu byly zachovány až do roku 2009. 

### Současnost
Od roku 1960 slouží budova pro justici a od roku 1964 jako Justiční škola. Od 1994 do 1997 byl zámek nákladně opravován. Dnes je ve vlastnictví spolkové správy nemovitostí. 